# Genoa Open Challenger 2012
Il Genoa Open Challenger 2012 è stato un torneo professionistico di tennis che si è giocato su campi in terra rossa. Questa è stata la decima edizione del torneo, il quale appartiene al circuito ATP Challenger Tour nell'ambito dell'ATP Challenger Tour 2012. Gli incontri si sono disputati a Genova, in Italia, tra il 2 e il 9 settembre 2012.

## Partecipanti

### Teste di serie
| Nazionalità | Giocatore        | Ranking | Testa di serie |
| ----------- | ---------------- | ------- | -------------- |
| Italia      | Fabio Fognini    | 59      | 1              |
| Belgio      | David Goffin     | 60      | 2              |
| Italia      | Filippo Volandri | 76      | 3              |
| Russia      | Aljaž Bedene     | 79      | 4              |
| Italia      | Simone Bolelli   | 84      | 5              |
| Italia      | Paolo Lorenzi    | 93      | 6              |
| Spagna      | Albert Montañés  | 114     | 7              |
| Portogallo  | Frederico Gil    | 117     | 8              |

### Altri partecipanti
Giocatori che hanno ricevuto una wild card:
- Fabio Fognini
- Frederik Nielsen
- Lukáš Rosol
- Andreas Seppi

Giocatori che sono passati dalle qualificazioni:
- Andre Begemann
- Alberto Brizzi
- Marco Crugnola
- Renzo Olivo

## Campioni

### Singolare
Albert Montañés ha battuto in finale  Tommy Robredo con il punteggio di 6–4, 6–1.

### Doppio
Andre Begemann /  Martin Emmrich hanno battuto in finale 
Dominik Meffert /  Philipp Oswald con il punteggio di 6–3, 6–1.